# Norrsjön (Bollnäs socken, Hälsingland, 680049-152438)
Norrsjön är en sjö i Bollnäs kommun i Hälsingland och ingår i Ljusnans huvudavrinningsområde. Sjön har en area på 0,846 kvadratkilometer och ligger 78,2 meter över havet. Sjön avvattnas av vattendraget Voxnan.

## Delavrinningsområde
Norrsjön ingår i det delavrinningsområde (680117-152387) som SMHI kallar för Inloppet i Sörbosjön. Medelhöjden är 84 meter över havet och ytan är 3,89 kvadratkilometer. Räknas de 463 avrinningsområdena uppströms in blir den ackumulerade arean 3 516,01 kvadratkilometer. Voxnan som avvattnar avrinningsområdet har biflödesordning 2, vilket innebär att vattnet flödar genom totalt 2 vattendrag innan det når havet efter 56 kilometer. Avrinningsområdet består mestadels av skog (18 procent), öppen mark (34 procent) och jordbruk (24 procent). Avrinningsområdet har 0,81 kvadratkilometer vattenytor vilket ger det en sjöprocent på 20,7 procent.